# Fulton Sheen
Pour les articles homonymes, voir Sheen.
Fulton John Sheen, né Peter John Sheen le 8 mai 1895 à El Paso et décédé le 9 décembre 1979 à New York, est un prélat catholique américain, évêque auxiliaire de New York en 1951 puis évêque résidentiel de Rochester en 1966, avant d'être promu archevêque in partibus en 1969. Il est surtout connu pour ses dons d'orateur et sa remarquable présence dans les médias. Après avoir tenu l'émission radiophonique The Catholic Hour de 1930 à 1950, il présente pendant une vingtaine d'années des émissions de télévision qui lui vaudront un Emmy Award en 1952. Le magazine Time, qui a forgé le terme de télévangéliste, lui a décerné le titre de « premier télévangéliste ».

## Biographie
Né à El Paso (Illinois) en 1895, Fulton Sheen fait ses premières études au collège Saint Viator de Bourbonnais dirigé par les clercs de Saint-Viateur, et ensuite au séminaire Saint Paul. Ordonné prêtre en 1919, il poursuit des études supérieures à Washington et les achève à Louvain (Belgique), où il est le premier Américain à remporter le prix Cardinal Mercier. Il devient agrégé en philosophie de l’université catholique de Louvain. Il passe ensuite un an en Angleterre comme vicaire à la paroisse Saint Patrick de Soho (Londres) et comme professeur à St-Edmund’s College.
Rappelé aux États-Unis, l’abbé Sheen, après quelques mois de ministère dans une paroisse de Peoria, est nommé professeur à l’université catholique de Washington.

### Ministère épiscopal
Consacré évêque en la Basilique Saint-Jean-et-Paul de Rome en 1951, Fulton Sheen devient évêque auxiliaire du cardinal Spellman pour l'archidiocèse de New York et évêque titulaire de Caesariana (de). Directeur national, pour l’Amérique, de l'Œuvre de la Propagation de la Foi, directeur de deux revues religieuses, c'est un orateur brillant et un écrivain fécond. Il est conférencier à la radio pendant plus de vingt-cinq ans et présente aussi à la télévision l'émission hebdomadaire La vie vaut d’être vécue. Sa parole comme sa personnalité conduisirent de nombreuses personnes à se convertir à la foi catholique. Comme évêque auxiliaire de New York, il participe aux quatre sessions du concile Vatican II (1962-1965). En 1966, Fulton Sheen est nommé évêque de Rochester. Il dirige ce diocèse du 21 octobre 1966 au 6 octobre 1969, date à laquelle, atteint par la limite d'âge pour l'exercice des fonctions épiscopales, il présente sa démission au pape Paul VI, qui le promeut alors archevêque in partibus (titulaire) de Newport (de).

### Ministère médiatique

#### Radio
En 1930, Sheen inaugurait une émission de radio hebdomadaire du dimanche soir sur NBC : The Catholic Hour, émise une fois par semaine, le dimanche soir. Deux décennies plus tard, l'émission avait un auditoire hebdomadaire de quatre millions de personnes. En 1946, le magazine Time rapportait que son émission de radio recevait entre 3 000 et 6 000 lettres d'auditeurs par semaine.
Dans l'émission, Sheen décrivait la Seconde Guerre mondiale non seulement comme un combat politique, mais aussi comme un combat théologique, décrivant Hitler comme un exemple de l'Antéchrist.

#### Télévision
En 1940 Sheen fournissait un commentaire en voix-off pour une messe du dimanche de Pâques, qui fut l'un des premiers services retransmis à la télévision. Pendant le sermon, diffusé sur la chaîne expérimentale W2XBS, Sheen a fait remarquer : "C'est la première télévision religieuse de l'histoire du monde. Que son premier message soit donc un hommage de remerciement à Dieu, qui a donné à l'esprit de notre temps l'inspiration pour démêler les mystères de l'univers".
Le 12 février 1952, il commença une émission de télévision hebdomadaire sur la chaîne de télévision DuMont, intitulée Life Is Worth Living (en français "La vie vaut la peine d'être vécue"). Le programme était tourné au Adelphi Theatre de New York et consistait en Sheen, parlant devant un public en direct sans script et utilisant occasionnellement un tableau noir.

Son émission a duré jusqu'en 1957 et a attiré jusqu'à 30 millions de personnes par semaine. En 1958, Sheen devint directeur national de l'Œuvre de la Propagation de la Foi, poste qu'il occupa pendant huit ans avant d'être nommé évêque du diocèse de Rochester, New York, le 26 octobre 1966. Il a également présenté pour ABC une série nationale, The Fulton Sheen Program, de 1961 à 1968 (d'abord en noir et blanc, puis en couleur). Le format de cette série était essentiellement le même que Life is Worth Living.

Reverend Sheen, 1905.

Fulton Sheen décède le 9 décembre 1979, à New York.

## Vénération

### Béatification

#### Enquête sur les vertus
La cause pour la béatification et la canonisation de Fulton Sheen débute le 29 septembre 2003 à Peoria sur autorisation du pape Jean-Paul II. L'enquête diocésaine récoltant les témoignages sur sa vie se clôture le 17 octobre 2008, puis est envoyée à Rome pour y être étudiée par la Congrégation pour les causes des saints.
Après le rapport positif des différentes commissions sur la sainteté de Fulton Sheen, le pape Benoît XVI signe, le 28 juin 2012, le décret reconnaissant ses vertus héroïques, ce qui permet de lui attribuer ainsi le titre de Vénérable.

#### Le premier miracle
En 2009 avait également débuté l'enquête médicale sur une guérison, supposée miraculeuse, attribuée à l'intercession de Vénérable. Il s'agit du cas d'un nourrisson déclaré mort à la naissance, mais qui se réanima une heure après l'accouchement, après que ses parents et leurs proches ont invoqué l'intercession de Fulton Sheen. En juin 2014, les rapports médicaux confirment l'absence d'explication scientifique pour ce retour à la vie.
En septembre 2014, la cause de béatification est cependant suspendue, à cause d'un litige juridique opposant l’archidiocèse de New York, qui possède les restes mortels du Vénérable, et le diocèse de Peoria qui souhaite les récupérer. Après plusieurs recours en justice, l'archidiocèse de New York annonce, le 9 juin 2019, qu'il accepte le transfert du corps de Fulton Sheen à Peoria. La cause ainsi débloquée, le pape François reconnaît alors, le 5 juillet 2019, l'authenticité de la guérison attribuée au Vénérable Fulton Sheen, et signe le décret permettant sa béatification.

#### Béatification suspendue
Il devait être proclamé solennellement bienheureux au cours d'une messe à Peoria prévue le 21 décembre 2019. Le 3 décembre 2019, l'évêque Daniel Robert Jenky CSC de Peoria a annoncé que la béatification avait été reportée sine die. Aucune nouvelle date n'a été fixée pour le moment. La raison en est un litige entre les diocèses de New York et de Peoria concernant la dépouille de Sheen.

## Ouvrages (sélection)

### Traductions en français
- Vie du Christ (réédition 2012, éditions Dominique Martin Morin)
- La Route du ciel (réédition 2011, éditions Saint-Remi)
- Le chemin du bonheur (2013, Laurier)
- Du Haut de la Croix (réédition 2012, éditions Saint-Remi)
- Mariés devant Dieu (réédition 2013, éditions Saint-Remi)
- Notre Vie a un Sens. Il faut le choisir (réédition 2013, éditions Saint-Remi)
- Communisme et Conscience de l'Occident (édition française originale 2022, éditions Saint-Remi)

### Titres anglais
- God and Intelligence in Modern Philosophy (1925, Longmans, Green and Co.)
- The Seven Last Words (1933, The Century Co.)
- Philosophy of Science (1934, Bruce Publishing Co.)
- The Eternal Galilean (1934, Appleton-Century-Crofts)
- Calvary and the Mass (1936, P. J. Kenedy & Sons)
- The Cross and the Beatitudes (1937, P. J. Kenedy & Sons)
- Seven Words of Jesus and Mary (1945, P. J. Kenedy & Sons)
- Communism and the Conscience of the West (1948, Bobbs-Merrill)
- Peace of Soul (1949, McGraw-Hill)[10]
- Three to Get Married (1951, Appleton-Century-Crofts)
- Life Is Worth Living Series 1-5 (1953–1957, McGraw-Hill)
- Way to Happiness (1953, Maco Magazine)
- Way to Inner Peace (1955, Garden City Books)
- Life of Christ (1958, McGraw-Hill)
- Missions and the World Crisis (1963, Bruce Publishing Co.)
- Footprints in a Darkened Forest (1967, Meredith Press)
- Lenten and Easter Inspirations (1967, Maco Ecumenical Books)
- Treasure in Clay: The Autobiography of Fulton J. Sheen (1980, Doubleday & Co.)